# Mark Hoekstra
Mark Hoekstra (* 14. Oktober 1994) ist ein niederländischer Eishockeyspieler, der bei den Heerenveen Flyers unter Vertrag steht und mit seinem Klub seit 2015 in der neugegründeten belgisch-niederländischen BeNe League spielt.

## Karriere

### Clubs
Mark Hoekstra begann seine Karriere als Eishockeyspieler bei den Heerenveen Flyers, für deren zweite Mannschaft er als 16-Jähriger in der Eerste divisie, der zweithöchsten niederländischen Spielklasse, debütierte. Zur Spielzeit 2011/12 kam er zu ersten Einsätzen in der ersten Mannschaft der Friesen in der Ehrendivision. Seit 2012 ist er Stammspieler der ersten Mannschaft des Klubs. Seit 2015 steht er für die Flyers in der neugegründeten belgisch-niederländischen BeNe League auf dem Eis. In deren Gründungssaison erreichte er mit seiner Mannschaft das Play-off-Finale, das jedoch gegen die Belgier von HYC Herentals verloren ging. Als beste Mannschaft aus den Niederlanden wurde man niederländischer Meister. Auch der niederländische Pokalwettbewerb wurde 2016 gewonnen. 2017 gelang es dann, die BeNe League zu gewinnen und erneut den niederländischen Meistertitel zu erringen.

### International
Für die Niederlande nahm Hoekstra an der U18-Weltmeisterschaft 2012 sowie der U20-Weltmeisterschaft 2013 jeweils in der Division II teil.
In der Herren-Nationalmannschaft spielte Hoekstra erstmals bei der Weltmeisterschaft 2016 in der Division II, als der Aufstieg in die Division I gelang. Außerdem nahm er an der Olympiaqualifikation für die Winterspiele 2022 in Peking teil.

## Erfolge und Auszeichnungen
- 2016 Niederländischer Meister und Pokalsieger mit den Heerenveen Flyers
- 2016 Aufstieg in die Division I, Gruppe B, bei der Weltmeisterschaft der Division II, Gruppe A
- 2017 Gewinn der BeNe League mit den Heerenveen Flyers
- 2017 Niederländischer Meister mit den Heerenvenn Flyers

## Statistik
(Stand: Ende der Spielzeit 2019/20)